# Lords of Chaos (pel·lícula)
Lords of Chaos és una pel·lícula thriller dirigida per Jonas Åkerlund i escrita per Dennis Magnusson i Åkerlund. Adaptada del llibre homònim de 1998, la pel·lícula és un relat de ficció històrica de l'escena noruega de black metal de principis dels anys noranta explicat des de la perspectiva del cofundador de Mayhem Euronymous. És protagonitzada per Rory Culkin (cosí de Macaulay Culkin) com Euronymous, Emory Cohen com Varg Vikernes, Jack Kilmer com Dead i Sky Ferreira com Ann-Marit.
La pel·lícula es va estrenar al Sundance Film Festival el 23 de gener de 2018. Als Estats Units es va estrenar el 8 de febrer de 2019 per Gunpowder & Sky, al Regne Unit el 29 de març de 2019 per Arrow Films i a Suècia el 5 d’abril de 2019 per Nordisk Film. Va rebre crítiques positives per part de la crítica, però va rebre opinions dispars entre el de la comunitat del heavy metall.

## Argument
El 1987, un jove guitarrista anomenat Euronymous forma una banda de black metal anomenada Mayhem, la primera del gènere al seu país de Noruega, amb Necrobutcher al baix i Manheim a la bateria. Manheim marxa i aviat és substituït pel nou bateria Hellhammer i recluta un nou vocalista suec anomenat Dead, que exhibeix un comportament autodestructiu durant els seus espectacles en directe tallant-se a si mateix i sagnant al públic i llançant caps de porc als "posers". En un programa filmat pel seu amic Metalion, la banda es troba amb un fan anomenat Kristian, a qui Euronymous inicialment desconsidera.
Mentre estava a casa sol, Dead utilitza el seu ganivet personal per tallar-se els braços i la gola, i després utilitza l'escopeta d’Euronymous per disparar-se al front, deixant una nota de suïcidi. Euronymous torna a casa i troba el cos, però en lloc de trucar a la policia, fa fotos del cos i mou el ganivet i l'escopeta. Després que el cos de Dead sigui portat al tanatori, Euronymous dona collarets als altres membres de la banda amb el que, segons ell, són peces del crani de Dead; això repugna a Necrobutcher, cosa que el porta a deixar la banda.
Poc després, Euronymous inicia el seu propi segell discogràfic de black metal i obre una botiga de discos anomenada Helvete ("Infern" en noruec), que es converteix en un centre social per als seguidors del black metal com Metalion, Fenriz de Darkthrone, Faust d'Emperor i Kristian (que ara s'anomena Varg Vikernes) de Burzum. Es coneixen com el "Black Circle" o "Cercle Negre".
Després d'una burla d'Euronymous, Varg que és molt anticristià decideix cremar una església local. Llavors Varg desafia a Euronymous sobre la seva condició de líder del Cercle Negre, i Euronymous acaba cremant una església amb la companyia de Faust i Varg.
Euronymous recluta a Varg com a baixista per Mayhem, i un guitarrista anomenat Blackthorn i un cantant hongarès anomenat Attila Csihar, per gravar el primer disc de Mayhem, De Mysteriis Dom Sathanas. Però llavors sorgeixen disputes més profundes entre el poder de Varg i Euronymous.
Després que comenci una onada de crema d’esglésies, Faust mata brutalment un home gai, cosa que fa que la policia vinculi els seguidors del black metal amb els crims. El local i botiga d'Helvete és tancat i Varg és arrestat com a primer sospitós després d'una entrevista amb un diari Bergen en què presumeix dels crims. Aviat és alliberat per falta d’evidències. Varg explica a Euronymous que marxa de Mayhem i comença el seu propi segell discogràfic. Euronymous revela que els collarets de "peça de calavera" de Dead eren falsificacions i que mai va pretendre que ningú seguís la seva retòrica rabiosa, cosa que enfurisma a Varg.
Mentre empaqueta coses a la botiga, Euronymous fa enfadar un company perquè vol matar Varg, però més tard es calma i li envia un contracte per alliberar-li els seus drets musicals. Varg, després d’haver sabut que Euronymous proferia amenaces de mort contra ell, viatja a Oslo a primera hora del matí del 10 d’agost per enfrontar-se amb ell. En dir a Euronymous que vol signar el contracte, entra al seu apartament i, després d’una breu conversa, l’apunyala. Euronymous suplica per la seva vida, però Varg el segueix a través de l'apartament fins a la caixa d'escales que hi ha a l'exterior i l'apunyala fins a la mort. L'endemà, la notícia de l'assassinat d'Euronymous s'estén per Noruega i Varg és aviat arrestat. És enviat a la presó durant un màxim de 21 anys, culpable tant de l'assassinat d'Euronymous com de la crema de diverses esglésies. En una veu en off, Euronymous diu a l'audiència que no senti pena, perquè va gaudir de la seva vida i va inventar un nou subgènere del metall.

## Producció
Lords of Chaos es basà en el llibre del mateix nom publicat el 1998. Al principi, el director japonès Sion Sono va ser posat per dirigir una pel·lícula basada en el llibre, amb Jackson Rathbone com a Varg Vikernes. Hauria sigut la primera pel·lícula de llengua anglesa dirigida per Sono. El guió cinematogràfic seria escrit per Hans Fjellestad (qui havia estat una opció també per digiri la pel·lícula), amb Ryan Page, Adam Parfrey (l'editor del llibre), i Sono. El juliol de 2009, Sono va declarar que estarien filmant (a Noruega) a l'agost o setembre i final de desembre. La pel·lícula estava prevista estrenar-se el 2010. Però més tard s'anuncià que Rathbone ja no faria el paper de Vikernes a causa de conflictes de planificació.
El maig de 2015, va ser anunciat que l'antic bateria de Bathory i el director cinematogràfic Jonas Åkerlund dirigirien la pel·lícula. La pel·lícula va ser anunciada llavors que es publicaria a finals de 2015 a Noruega, però per raons desconegudes, la filmació no va començar fins al 2016. La pel·lícula va ser filmada a Oslo, Noruega, amb escenes d'actuació en viu filmades a Budapest, Hongria. Les seqüències en viu que es filmaren varen incloure també imatges pel videoclip de la cançó de Metallica "ManUNkind", protagonitzades pel repartiment de la pel·lícula.
Vikernes, qui ja va tenir fortes crítiques contra el llibre, va declarar en un vídeo pujat al seu canal de YouTube el 2016 que quan va ser contactat pels productors de la pel·lícula, tant ell com Mayhem i Darkthrone, es negaren a cedir els drets de la seva música per ser utilitzada en la pel·lícula. En una entrevista del 2018, Åkerlund digué que volien preservar els drets de la música de Mayhem.

## Precisió històrica
Åkerlund va descriure la pel·lícula com una barreja entre "veritats i mentides". En una entrevista per Dazed, va ser publicar que Åkerlund va ser consultat sobre "el merxandatge de la banda... i també sobre l'accés a informes policials clau i també sobre fotos i detalls de la botiga de música Helvete d'Euronymous, i la casa on la banda acampava als afores... també sobre les localitzacions reals entre d'altres el pis d'Euronymous, com també les esglésies reconstruïdes que Vikernes havia cremat a Holmenkollen."
Culkin declarà que per preparar el seu personatge va consultar diverses persones pròximes a Euronymous: "gairebé sempre el comparaven amb alguna criatura mitològica: una persona em va dir que era amable com un gnom i un altre em va dir havia de ser malvat com un elf. Perquè ell era un xicot petit però segur d'ell mateix, i tenia aquell clan al seu voltant que l'embellien i l'idolatraven".
Dins una escena de la pel·lícula, Dead anacrònicament declara, "som Senyors de Caos." El nom original Lords of Chaos de fet no prové de Dead, sinó d'un grup criminal nord-americà i que va ser adoptat pel llibre Lords of Chaos. El llibre, però no està enfocat només en l'escena del black metal noruec sinó també explica influències en altres escenaris.
Jack Kilmer feu el paper de Dead, el cantant i líder de Mayhem, i rebé molts elogis per ser el més acurat retrat en la pel·lícula, a excepció d'una escena on té un gat penjat a la seva habitació. A la vida real Dead mai va matar cap i només els perseguia per diversió. Algunes crítiques giraren entorn que l'escena de Live in Jessheim va empènyer Dead al suïcidi, cosa que no va ser així, ja que Dead encara va viure tot un any en el qual l'animositat entre Dead i Euronymous creixeria, cosa que no apareix a la pel·lícula, i només surt una escena en què Euronymous branda una escopeta davant de Dead suggerint que el dispararia. El moment en què Varg afirma que Dead va apunyalar Euronymous mai no va aparèixer a la pel·lícula.

## Estrena i recepció
La primera projecció de Lords of Chaos va ser al Sundance Film Festival el 23 de gener de 2018 a Park City (Utah). L'octubre de 2018, s'anuncià l'estrena pel primer quadrimestre de 2019 als Estats Units, amb la confirmació també de l'estrena al Regne Unit on seria publicada el 29 de març de 2019. La pel·lícula va ser estrenada als cinemes dels Estats Units el 8 de febrer de 2019 i via vídeo a la carta el 22 de febrer de 2019 per Gunpowder & Sky. A Suècia, va ser publicada el 5 d'abril de 2019 per Nordisk Film.

### Reaccions sobre les recreacions
Attila Csihar, en una entrevista el gener de 2019, va declarar que l'opinió oficial de l'actual formació de Mayhem pel que fa a la pel·lícula i els seus creadors era «un gran "que us fotin"». Va assenyalar que la pel·lícula estava basada en només el llibre i que només s'enfocava en Mayhem durant els anys 1990, no en l'escena black metal completa al llarg del temps. Va confirmar que algunes cançons de Tormentor apareixen en la pel·lícula i que el seu personatge és interpretat pel seu fill, Arion Csihar. Attila estigué present durant el rodatge de les escenes de crema d'una església. I en una entrevista més tardana del maig de 2019, va oferir una crítica més matisada de la pel·lícula, dient que mentre la pel·lícula està basada en fets reals, discrepa en com es va presentar la història, i que els personatges estan retratats com a "idiotes".
Vikernes va criticar durament la pel·lícula com a "merda inventada", i s'oposà que el seu personatge fos interpretat per un actor jueu. També criticà elements de l'argument, qualificant certes representacions d'"assassinat de personatges".
Necrobutcher expressà reaccions ambivalents sobre la pel·lícula: aprovà el valor de la producció i l'acurat vestuari, però notà que la pel·lícula tenia un caire "trist" i no era "una bona pel·lícula", i també declarà que el visionament de les escenes d'assassinat tingueren un efecte emocionat en ell. també parlà sobre la negativa inicial de Mayhem a la pel·lícula, i explicà que la seva intensa reacció negativa era molt àmplia perquè la banda només es pogué aproximar a la producció de la pel·lícula molt als inicis, i que se'ls demanà permís per utilitzar la música de Mayhem a la pel·lícula després de veure un tall poc produït. Per acabar, notificà que la pel·lícula tingué un impacte molt petit sobre els membres de la banda.

### Recepció de la crítica
A l'agregador de ressenyes Rotten Tomatoes, Lords of Chaos assolí una avaluació positiva del 72% basada en 76 ressenyes, i una nota mitjana de 6.6/10. La crítica consensuà que: "Lords of Chaos presenta una dramatització convincent d'una escena musical de la vida real, l'estètica agressiva nihilista de la qual es va transformar en actes de violència fatals." A Metacritic,la pel·lícula té una puntuació mitjana ponderada de 48 sobre 100, basada en 17 crítics, que indica "ressenyes mixtes o mitjanes".
En la seva ressenya a The Hollywood Reporter, Justin Lowe va elogiar Lords of Chaos com a "vibrant biopic" que "provoca alhora temor i repulsió". Amy Nicholson de Variety va escriure, "Tot i la negativa d’Åkerlund a guiar aquests nens immadurs, Lords of Chaos és una diversió enorme. ... demostra que també es poden aconseguir grans actuacions amb un repartiment molt jove". Michael Nordine d'IndieWire va atorgar a la pel·lícula una qualificació de B i va escriure "Lords of Chaos sovint és desagradable però curiosament atractiva—sobretot perquè Åkerlund assegura que la pel·lícula mai no es prengui tan seriosament com els seus protagonistes".
Per contra, Katie Rife de The AV Club censurà que "la comprensió de Åkerlund [de l'escena de black metal noruec] és més com de menyspreu". Kory Grow de Rolling Stone va escriure: "potser el pitjor pecat de la pel·lícula és el seu to... No és divertit. No és trist. Moltes vegades, ni tan sols és tan interessant". Robert Ham de Consequence va escriure que "en lloc de cortejar el públic [del black metal], o intentar trobar un punt mitjà on [Åkerlund] celebri la música mentre menysprea amb raó les accions d'alguns dels seus pitjors personatges, ell dona un toc de somriure i rebutja el naixement d’un gènere com a producte de la joventut malgastada".
Daris de The New York Times criticà la pel·lícula de "mai fixar un punt de vista o una coherència interessant. El to es produeix improductivament des del ridícul fins a l'esgarrifós, cosa que crea la sensació que [Åkerlund] encara ho estava descobrint a l'edició". Robert Abele, del Los Angeles Times, va resumir: "En definitiva, tot se suma a una barreja d'estils i actituds amb gairebé cap informació sobre el que va fer que aquesta camarilla corrosiva fos tan magnètica per als seus seguidors".